# Simulium rubrithorax
Simulium rubrithorax är en tvåvingeart som beskrevs av Lutz 1909. Simulium rubrithorax ingår i släktet Simulium och familjen knott. Inga underarter finns listade i Catalogue of Life.